# Agafari
Aggafari (auch Agafari, amharisch አጋፋሪ) war der Titel eines hohen Würdenträgers am Hof des Negus Negest (Kaisers) von  Äthiopien. Seine Funktion war am ehesten mit der eines Zeremonienmeisters an den europäischen  Fürstenhöfen vergleichbar. Der Aggafari war der Stellvertreter des Ligaba und meist auch der Befehlshaber der kaiserlichen Wache.